# Château de Giez (Haute-Savoie)
Ne doit pas être confondu avec le château de Gy (Gy, Haute-Saône, France) ou encore le château de Giez (Giez, Canton de Vaud, Suisse).
Le château de Giez, dit aussi de Gy ou Gye, est une ancienne maison forte du XIIIe siècle, remaniée au XVIe siècle et restaurée au XIXe siècle, qui se dresse sur la commune de Giez une commune française, dans le département de la Haute-Savoie et la région Auvergne-Rhône-Alpes.
Les façades, toitures et intérieur, font l’objet d’une inscription au titre des monuments historiques depuis le 9 octobre 1979.
Les communs et le parc font l'objet d’une inscription au titre des monuments historiques depuis 1996.

## Situation
Le château est situé sur la commune française de Giez, dans le département de la Haute-Savoie.

## Historique
Le château de Gy ou Gye est une ancienne maison forte,, dont l'origine pourrait remonter au début du XVe siècle. Le 27 octobre 1418, Amédée VIII de Savoie, inféode la seigneurie de Giez à Pierre II de Villette, vice-bailli du Chablais, à charge héréditaire. 
En 1430, Urbain Ier de Villette, en fait hommage au duc Louis Ier de Savoie. Blanche de Savoie, régente, le 23 juin 1496 accorde à François de Villette, la « haute, moyenne et basse justice » avec droits de chasse et pêche. Urbain II de Villette créée une chapelle, dédiée à Notre-Dame de Pitié et à sainte Barbe, dans l'église de Gyez. La famille de Chevron-Villette, en la personne d'Amédée III de Villette, verra ses terres de Gyez érigées en baronnie le 1er avril 1604 et par la suite en comté. La seigneurie regroupait en 1732, en plus de la maison forte, deux maisons de ferme, deux moulins, un battoir, une forge et un ensemble de terre évalué à 330 journaux dont 92 en bois. Elle est aujourd'hui toujours possession de la famille de Chevron-Villette.

## Description

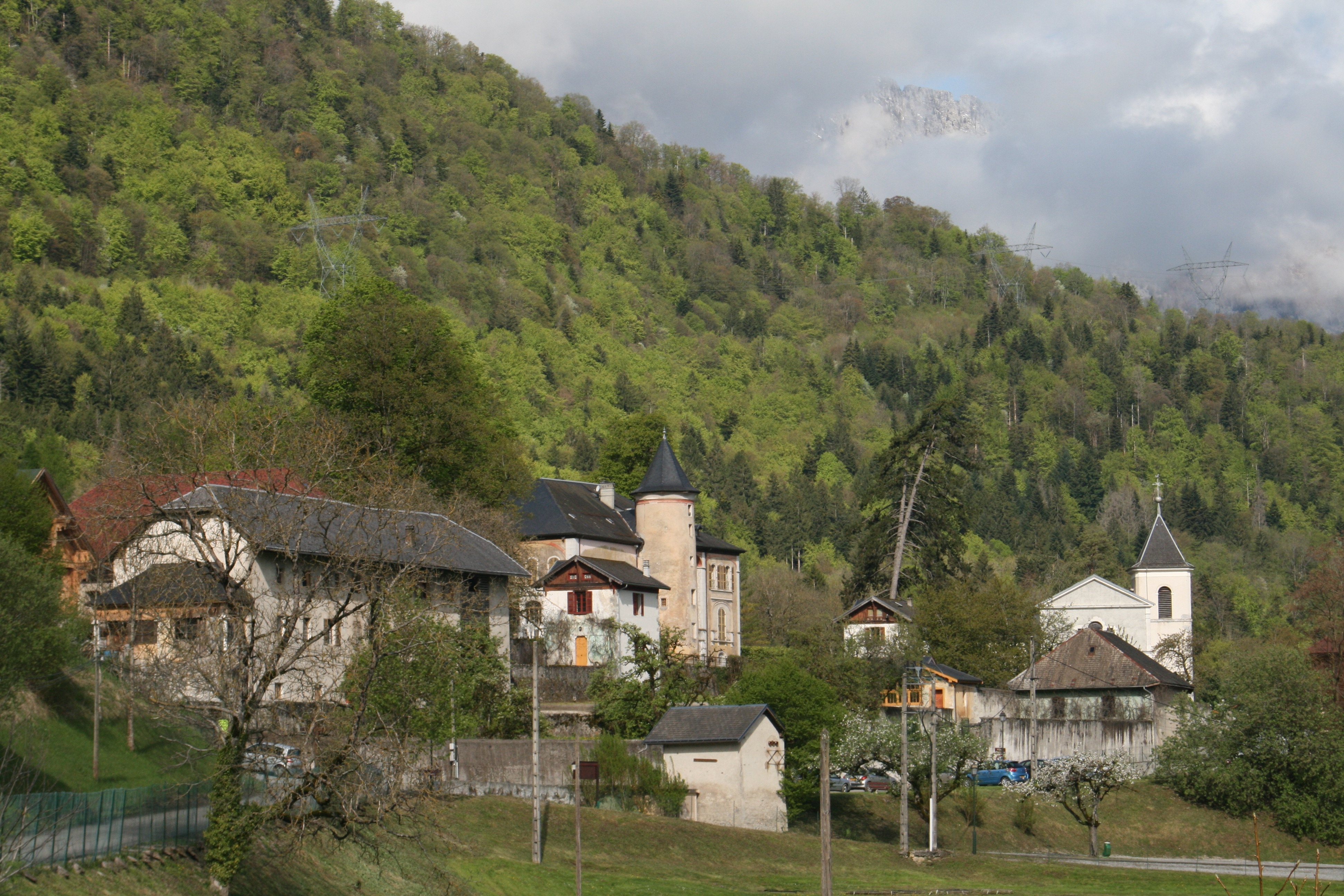
Château et village

Le château de Giez est une maison forte, qui garde quelques traces de son rôle militaire, mais qui a été fortement transformée.